# Citheronia aroa
Citheronia aroa är en fjärilsart som beskrevs av William Schaus 1896. Citheronia aroa ingår i släktet Citheronia och familjen påfågelsspinnare. Inga underarter finns listade i Catalogue of Life.